# Andrej Minakov
Andrej Dmitrijevitj Minakov (ryska: Андрей Дмитриевич Минаков), född 17 mars 2002, är en rysk simmare.

## Karriär
Vid Europamästerskapen i simsport 2021 tog Minakov tre medaljer; guld på 4×100 meter frisim, silver på 4×100 meter medley och brons på 100 meter frisim.
Vid olympiska sommarspelen 2020 i Tokyo tävlade Minakov i fyra grenar. Individuellt slutade han på fjärde plats 100 meter fjärilsim och på 10:e plats på 100 meter fjärilsim. Minakov var även en del av den ryska olympiska kommitténs lag på 4×100 meter frisim och 4×100 meter medley, där det blev en sjunde respektive fjärde plats.
I december 2021 vid kortbane-VM i Abu Dhabi tog Minakov sex medaljer. Individuellt tog han brons på 100 meter fjärilsim. I lagkapperna var Minakov med och tog guld på 4×100 meter frisim och 4×50 meter medley, silver på 4×50 meter frisim samt brons på 4×100 meter medley och 4×50 meter mixed frisim.